# Ismael Urzaiz
Ismael Urzaiz Aranda (Tudela, 7 de octubre de 1971) es un exfutbolista español. Jugaba de delantero centro y fue un gran rematador de cabeza. Formado en la cantera del Real Madrid, pasó la mayor parte de su carrera en el Athletic Club, tras haber jugado en otros cuatro equipos de Primera División.
Es el segundo jugador navarro con más partidos en la historia del Athletic Club, tras Iker Muniain, con 419 partidos. Marcó el 46'5% de sus goles en Primera División de cabeza, 61 de 131 goles, siendo el máximo goleador en esa faceta de la historia de la categoría. Además, marcó 42 goles en jugadas de estrategia. Anotó 19 goles en Liga a pase de Fran Yeste, récord únicamente superado por la pareja Özil y Cristiano Ronaldo.

## Trayectoria

#### Inicios
Ingresó en las categorías inferiores del Real Madrid en 1985. Disputó la temporada 1989-90 con el Real Madrid Castilla, consiguiendo cinco goles en diez partidos. El 2 de octubre de 1990 John Benjamin Toshack le hizo debutar en el Real Madrid, en un partido de la Copa de Europa, contra el Odense BK (6-0) sustituyendo a Michel en el minuto 80. En la temporada 1991/992, fue cedido al Albacete Balompié con el que debutó en Primera División el 20 de octubre de 1991, en el partido Albacete 4 - 0 Athletic Club. Con el conjunto manchego consiguió anotar un gol, el 17 de noviembre, ante el CD Logroñés. El 3 de febrero de 1993 jugó su segundo partido con el Real Madrid, en la ida de octavos de final de Copa del Rey, ante el RCD Mallorca al salir en sustitución de Luis Enrique en el minuto 73. Cuando estaba realizando una gran campaña (1992-93) con el filial madridista, llevaba ocho goles en 27 partidos, en abril de 1993 fue cedido hasta final de temporada al RC Celta de Vigo. Con el conjunto gallego anotó un gol ante el Real Burgos. En la temporada 1993/94 fue cedido al Rayo Vallecano, donde coincidió con Hugo Sánchez. En el equipo madrileño anotó tres goles en Copa, uno en Liga y otro en la eliminatoria de promoción ante el Compostela. A pesar de ello, el club madrileño descendió a Segunda División.
En la temporada 1994/95 fichó por la UD Salamanca, con la que consiguió el ascenso a Primera División. Tras una temporada donde no pudo asentarse en el equipo titular de Juanma Lillo, le dio el ascenso al club charro con dos goles de cabeza. El 27 de junio de 1995, tras haber caído 0-2 en el partido de ida ante el Albacete, marcó el gol que llevó el partido a la prórroga, en el minuto 95, y el 0-3 en el minuto 111, en un partido que el desaparecido equipo charro acabaría ganando por 0-5 para retornar a Primera División.
En la temporada 1995/96 fichó por el RCD Espanyol, que dirigía José Antonio Camacho, a cambio de 40 millones de pesetas. El 3 de septiembre debutó con el club catalán en la victoria (3-1) ante la UD Salamanca, con gol incluido. El 14 de octubre, en su primer partido como titular, anotó un doblete en la victoria (0-3) ante el Sevilla. Finalizó la temporada con quince goles, ocho de ellos en los últimos dos meses de competición. El 14 de abril anotó su primer hat-trick en Primera División, ante el Rayo Vallecano (4-2). Su gran temporada (15 goles en 51 partidos) hizo que el Athletic Club se fijara en él y pagase 500 millones de pesetas en julio de 1996.

### Athletic Club

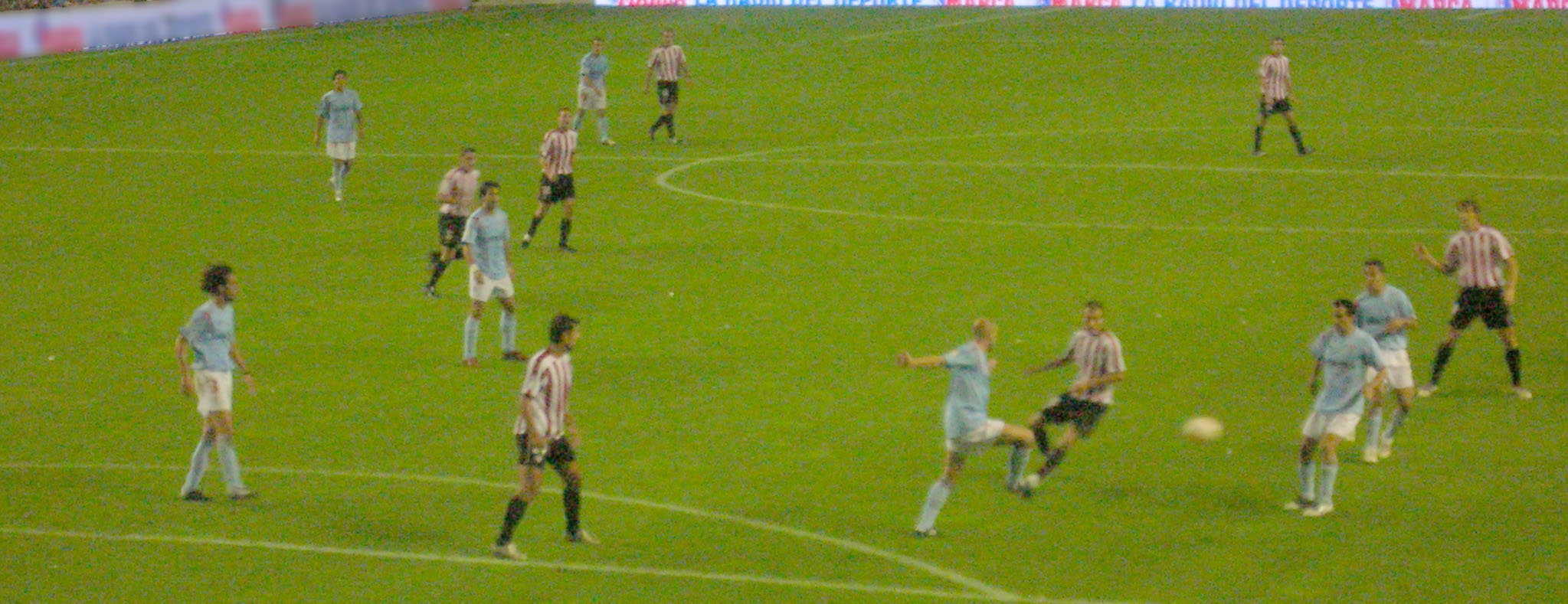
Ismael Urzaiz (pisando la línea del área) en un partido entre el Athletic y el Real Club Celta de Vigo.

En su primera temporada (1996/97) se hizo con el puesto de delantero titular, llevando a Ziganda a jugar más pegado a la banda izquierda. Marcó dieciséis goles en Liga (trece en la segunda vuelta) y dos en Copa, por delante de Ziganda que anotó diecisiete en Liga y Julen Guerrero que marcó quince. En la temporada 1997/98, a pesar de anotar solo diez goles, obtuvo el subcampeonato liguero con el club vasco. En la campaña 1998/99 participó en la Liga de Campeones anotando un gol, además de dieciséis en Liga. Uno de ellos de muy bella factura, al rematar de chilena en el último minuto, en un partido disputado en Montjuic ante el Espanyol. La temporada 1999/00, la última de Luis Fernández como técnico, solo pudo anotar siete goles debido a que tuvo bastantes problemas de tobillo. Al año siguiente, con Txetxu Rojo en el banquillo, fue el máximo goleador del equipo en una temporada difícil, con once goles en Liga y dos en Copa. En la temporada 2001/02, con Jupp Heynckes, mejoró sus cifras goleadoras marcando dieciocho goles. El 23 de enero de 2002 marcó el gol de la victoria (2-1) en la ida de semifinales de Copa ante el Real Madrid. Al finalizar la temporada, el jugador no renovó su contrato con el club rojiblanco y quedó libre. Finalmente, quince días después de haber finalizado su contrato, regresó al equipo vasco. En su primera temporada, después de su fugaz marcha, anotó catorce goles, incluido un hat-trick en el Vicente Calderón en un histórico empate a tres. En la temporada 2003/04, con Ernesto Valverde, anotó ocho goles. La temporada 2004/05 supuso un cambio radical porque empezó a salir habitualmente desde el banquillo. A pesar de ello, acabó la temporada con doce goles. Su doblete ante el Real Betis (4-4), en dos minutos con dos remates de cabeza, demostraba que seguía siendo una de las mayores amenazas de la Liga a balón parado.
La temporada 2005/06 fue la peor a nivel goleador, con solo tres goles. Una lesión crónica en su cuádriceps, el joven Fernando Llorente y la llegada de Aritz Aduriz le restaron participación. A pesar de ello, acabó la temporada como titular debido a la lesión del delantero donostiarra y la poca confianza que tenía Javier Clemente en el joven ariete riojano. En la temporada 2006/07, donde alternó suplencias y titularidades, fue un jugador clave con sus ocho goles. Sus dobletes ante el Recreativo (4-2) (con un extraordinario gol de espuela), Mallorca (1-3), Espanyol (2-1) y, por último, su gol de penalti ante el Mallorca (1-0) permitieron sumar gran parte de los 40 puntos que dieron la permanencia. El 17 de junio disputó su último partido con el club rojiblanco, ante el Levante (2-0), con el que el club rojiblanco certificó la permanencia en Primera División. El jugador navarro no pudo marcar ningún gol debido a la gran actuación de Molina, que detuvo cuatro remates de gol del ariete navarro.

### Ajax
El 20 de junio de 2007, Ismael Urzaiz anunció su marcha del Athletic Club. El 19 de julio se incorporó al Ajax de Ámsterdam de Henk Ten Cate, donde puso fin a su carrera deportiva. En el club neerlandés no dispuso de apenas minutos debido, en gran medida, a jugadores como Klaas-Jan Huntelaar o Luis Suárez. Debutó el 15 de agosto ante el Slavia Praga, cuando salió en sustitución de Luis Suárez en el minuto 72. El 18 de mayo de 2008 jugó su último partido como profesional al salir en sustitución de Edgar Davids en un partido ante el FC Twente. En total, jugó dos partidos en la Liga de Campeones ante el Slavia Praga, uno en la Copa de la UEFA ante el Dinamo de Zagreb, cuatro en Eredivisie y uno en la Copa de los Países Bajos sin anotar ningún gol.

## Selección nacional

### Categorías inferiores
Ha sido internacional en todas las categorías inferiores de la selección española. El 21 de mayo de 1988 se proclamó campeón de Europa sub-16 al vencer en los penaltis a Portugal, anotando uno de ellos. Tuvo presencia destacada en el Mundial sub-20 de 1991, marcando cuatro goles, incluido un triplete a Uruguay, y siendo el segundo máximo goleador de la competición. Entre 1990 y 1992 fue seis veces internacional con la selección sub-21 anotando un gol.

### Selección absoluta
Ha sido internacional con la selección española, entre 1996 y 2001, en 25 ocasiones marcando ocho goles. Su debut como internacional fue el 9 de octubre de 1996 en el partido República Checa 0 - 0 España. El 27 de marzo de 1999 consiguió sus primeros goles con la selección al anotar un doblete en la victoria por 9-0 ante Austria. El 8 de septiembre de 1999 marcó un triplete ante Chipre (8-0). Acudió a la Eurocopa 2000 junto a su compañero Joseba Etxeberria, donde jugó los cuatro partidos.

### Euskal selekzioa
Jugó ocho partidos de carácter amistoso con la Euskal Selekzioa entre 1997 y 2006, marcando tres goles.

## Clubes
| Club                       | País         | Año       | Partidos | Goles |
| -------------------------- | ------------ | --------- | -------- | ----- |
| Real Madrid Castilla       | España       | 1989-1991 | 23       | 5     |
| Real Madrid                | España       | 1990-1991 | 1        | 0     |
| Albacete Balompié (cedido) | España       | 1991-1992 | 11       | 1     |
| Real Madrid Castilla       | España       | 1992-1993 | 27       | 8     |
| Real Madrid                | España       | 1992-1993 | 1        | 0     |
| Real Club Celta de Vigo    | España       | 1993      | 6        | 1     |
| Rayo Vallecano de Madrid   | España       | 1993-1994 | 26       | 5     |
| UD Salamanca               | España       | 1994-1995 | 28       | 6     |
| RCD Espanyol               | España       | 1995-1996 | 51       | 15    |
| Athletic Club              | España       | 1996-2007 | 419      | 129   |
| Ajax Ámsterdam             | Países Bajos | 2007-2008 | 8        | 0     |

## Estadísticas
- Actualizado a 18 de mayo de 2008.

| Club                                | Temporada     | Liga  | Liga  | Copas nacionales | Copas nacionales | Europa | Europa | Total | Total |
| Club                                | Temporada     | Part. | Goles | Part.            | Goles            | Part.  | Goles  | Part. | Goles |
| ----------------------------------- | ------------- | ----- | ----- | ---------------- | ---------------- | ------ | ------ | ----- | ----- |
| Real Madrid Castilla · España       | 1989-90       | 10    | 5     |                  |                  |        |        | 10    | 5     |
| Real Madrid Castilla · España       | 1990-91       | 13    | 0     |                  |                  |        |        | 13    | 0     |
| Real Madrid Castilla · España       | 1992-93       | 27    | 8     |                  |                  |        |        | 27    | 8     |
| Real Madrid Castilla · España       | Total club    | 50    | 13    |                  |                  |        |        | 50    | 13    |
| Real Madrid · España                | 1990-91       |       |       |                  |                  | 1      | 0      | 1     | 0     |
| Real Madrid · España                | Total         |       |       |                  |                  | 1      | 0      | 1     | 0     |
| Albacete Balompié (cedido) · España | 1991-92       | 11    | 1     |                  |                  |        |        | 11    | 1     |
| Albacete Balompié (cedido) · España | Total         | 11    | 1     |                  |                  |        |        | 11    | 1     |
| 'Celta de Vigo' (cedido) · España   | 1992-93       | 6     | 1     |                  |                  |        |        | 6     | 1     |
| 'Celta de Vigo' (cedido) · España   | Total         | 6     | 1     |                  |                  |        |        | 6     | 1     |
| Rayo Vallecano (cedido) · España    | 1993-94       | 23    | 2     | 3                | 3                |        |        | 26    | 5     |
| Rayo Vallecano (cedido) · España    | Total         | 23    | 2     | 3                | 3                |        |        | 26    | 5     |
| UD Salamanca · España               | 1994-95       | 23    | 5     | 5                | 1                |        |        | 28    | 6     |
| UD Salamanca · España               | Total         | 23    | 5     | 5                | 1                |        |        | 28    | 6     |
| RCD Espanyol · España               | 1995-96       | 41    | 13    | 10               | 2                |        |        | 51    | 15    |
| RCD Espanyol · España               | Total         | 41    | 13    | 10               | 2                |        |        | 51    | 15    |
| Athletic Club · España              | 1996-97       | 38    | 16    | 4                | 2                |        |        | 42    | 18    |
| Athletic Club · España              | 1997-98       | 32    | 8     | 3                | 2                | 3      | 0      | 38    | 10    |
| Athletic Club · España              | 1998-99       | 36    | 16    | 2                | 0                | 7      | 1      | 45    | 17    |
| Athletic Club · España              | 1999-00       | 33    | 5     | 4                | 2                |        |        | 37    | 7     |
| Athletic Club · España              | 2000-01       | 34    | 10    | 4                | 3                |        |        | 38    | 13    |
| Athletic Club · España              | 2001-02       | 36    | 16    | 6                | 2                |        |        | 42    | 18    |
| Athletic Club · España              | 2002-03       | 31    | 13    | 2                | 1                |        |        | 33    | 14    |
| Athletic Club · España              | 2003-04       | 37    | 8     | 1                | 0                |        |        | 38    | 8     |
| Athletic Club · España              | 2004-05       | 31    | 12    | 5                | 0                | 8      | 0      | 44    | 12    |
| Athletic Club · España              | 2005-06       | 26    | 3     | 1                | 0                |        |        | 27    | 3     |
| Athletic Club · España              | 2006-07       | 33    | 8     | 2                | 0                |        |        | 35    | 8     |
| Total club                          | Total club    | 367   | 115   | 34               | 12               | 18     | 0      | 419   | 128   |
| Ajax de Ámsterdam · Países Bajos    | 2007-08       | 4     | 0     | 1                | 0                | 3      | 0      | 8     | 0     |
| Ajax de Ámsterdam · Países Bajos    | Total         | 4     | 0     | 1                | 0                | 3      | 0      | 8     | 0     |
| Total carrera                       | Total carrera | 525   | 150   | 53               | 18               | 22     | 1      | 600   | 169   |

## Carrera posterior
En la temporada 2011/12 fue ayudante de Endika Guarrotxena en el CD Getxo, con el que logró un ascenso a Tercera División.
El 1 de enero de 2013 creó una agencia de representación de futbolistas llamada Urzaiz & Abando Football Agency. En 2015 se convirtió en Embajador de la LFP.

## Palmarés

### Club
Ajax
- Supercopa de Holanda: 2007

### Selección nacional
España sub-16
- Europeo sub-16: 1988

### Distinciones individuales
- Bota de Plata de la Copa Mundial Sub-20: 1991